# Edoardo Colombo
Edoardo Colombo (* 24. ledna 2001, Ravenna, Itálie) je sanmarinský fotbalový brankář, v současnosti (2024) volný hráč. Je šestinásobný reprezentant své země.

## Statistiky

### Klubové
| Klub                      | Sezóna         | Liga           | Liga   | Liga | Pohár  | Pohár | Další  | Další | Celkem | Celkem |
| Klub                      | Sezóna         | Liga           | Utkání | Góly | Utkání | Góly  | Utkání | Góly  | Utkání | Góly   |
| ------------------------- | -------------- | -------------- | ------ | ---- | ------ | ----- | ------ | ----- | ------ | ------ |
| Juventus                  | 2019/20        | Serie A        | 0      | 0    | 0      | 0     | 0      | 0     | 0      | 0      |
| Juventus                  | 2020/21        | Serie A        | 0      | 0    | 0      | 0     | 0      | 0     | 0      | 0      |
| Torres 1903 (hostování)   | 2019/20        | Serie D        | 25     | 0    | 0      | 0     | —      | —     | 25     | 0      |
| Legnago Salus (hostování) | 2020/21        | Serie C        | 1      | 0    | 0      | 0     | —      | —     | 1      | 0      |
| Kariéra celkem            | Kariéra celkem | Kariéra celkem | 26     | 0    | 0      | 0     | 0      | 0     | 26     | 0      |

### Mezinárodní
| San Marino | San Marino | San Marino |
| Rok        | Utkání     | Góly       |
| ---------- | ---------- | ---------- |
| 2024       | 6          | 0          |
| Celkem     | 6          | 0          |